# Alice Chaucer
Titres
Duchesse de Suffolk
2 juin 1448 – 2 mai 1450
(1 an et 11 mois)
Comtesse de Pembroke
23 février 1447 – 2 mai 1450
(3 ans, 2 mois et 9 jours)
Marquise de Suffolk
14 septembre 1444 – 2 juin 1448
(3 ans, 8 mois et 19 jours)
Comtesse de Suffolk
11 novembre 1430 – 14 septembre 1444
(13 ans, 10 mois et 3 jours)
Comtesse de Salisbury
novembre 1424 – 3 novembre 1428
(4 ans)
Alice Chaucer (vers 1404 – 20 mai ou 9 juin 1475), est une aristocrate anglaise, petite-fille du poète Geoffrey Chaucer.

## Biographie
Née Alice Chaucer, elle est le seul enfant de Thomas Chaucer († 1434), parlementaire influent, et de Matilda (ou Maud) Burghersh († 1437). Elle est la petite-fille du poète Geoffrey Chaucer. 
Elle fut mariée à Sir John Philip en 1415, à l'âge de 11 ans. Elle vécut avec lui et sa famille au château de Donnington jusqu'à la mort de celui-ci, en 1416. Avant novembre 1424, elle se maria de nouveau avec Thomas Montagu, 4e comte de Salisbury, veuf d’Éléonore Holland, qui mourut en 1428 au siège d'Orléans. C'est en 1430 qu'elle épousa son troisième et dernier époux, William de la Pole, comte puis duc de Suffolk, avec qui elle a eu un fils, John (devenu 2e duc de Suffolk en 1463), né en 1442. William de la Pole devint connétable du château de Wallingford en 1434 et Alice Chaucer fut dame d'honneur de la reine Marguerite d'Anjou en 1445. 
Elle reçut en héritage le château et le fief (ou honneur) de Wallingford ainsi que la totalité des propriétés de son époux après l'assassinat de celui-ci sur le chemin de l'exil le 2 mai 1450. Alors qu'elle était proche de la maison de Lancastre, elle prit position pour la maison d'York lors de la guerre des Deux-Roses. En 1455, Alice Chaucer fut la gardienne d'Henri Holland, 3e duc d'Exeter, emprisonné au château de Wallingford à la suite de la défaite lancastrienne à St Albans. Elle demeura officiellement châtelaine de Wallingford jusqu'en 1471 au moins et, peut-être jusqu'à sa mort en 1475. 
En 1472 elle devint la gardienne de Marguerite d'Anjou, dont elle avait été auparavant la fille d'honneur, qui resta à Wallingford jusqu'en 1475. Alice Chaucer fut une riche propriétaire terrienne, possédant des terres dans 22 comtés. Elle fut la mécène de John Lydgate, moine et poète.
Elle mourut entre le 20 mai et le 9 juin 1475. Elle fut enterrée dans l'église paroissiale Sainte-Marie à Ewelme (Oxfordshire), dans un monument funéraire incorporant un transi, possiblement son portrait, qui la montre portant l'insigne de l'ordre de la Jarretière.

## Sources
- (en) Cet article est partiellement ou en totalité issu de l’article de Wikipédia en anglais intitulé « Alice de la Pole » (voir la liste des auteurs).
- Hedges, J.K. (1881) The history of Wallingford, in the county of Berks. Wm Clowes, Londres, 2 vol. (en anglais)
- (en) Fords Farm, Ewelme - The rise of the Chaucer and de la Pole families